# Auschwitz och det moderna samhället
Auschwitz och det moderna samhället (Modernity and The Holocaust) är en sociologisk bok av den polske sociologen Zygmunt Bauman, utgiven 1989 på engelska och 1994 på svenska på Bokförlaget Daidalos. Boken var Baumans genombrott som sociolog för den breda massan och har kommit att bli en av hans mest kända.

## Bokens tes
Bokens tes är att det moderna samhällets funktioner, såsom industrialisering, rationalisering och byråkrati möjliggjorde nazisternas folkmord under 1930- och 1940-talet. Enligt boken var folkmordet möjligt på grund av det moderna samhällets byråkrati och övertro på rationalitet, snarare än att det skedde som något utanför samhället. Genom detta problematiserar Bauman samhället utifrån dess moderna funktioner såsom tekniskt och rationellt tänkande, byråkratisering och moderna hierarkiska uppdelningar med slutsatsen att liknande funktioner som gjorde Förintelsen möjlig återfinns i dagens senmoderna samhälle, vilket skapar behov av reflektion och åtgärder.

## Översättning
Boken har översatts till svenska av Gustaf Gimdal och Richard Gimdal.

## Utgåvor
- Bauman, Zygmunt (1989) (på engelska). Modernity and the Holocaust. Cambridge: Polity. Libris 5545988. ISBN 0-7456-0685-7
- Bauman, Zygmunt (1994). Auschwitz och det moderna samhället. Översättning: Gimdal Gustaf, Gimdal Rickard (2. uppl. (första utgåva 1991)). Göteborg: Daidalos. Libris 7615177. ISBN 9171730389